# Agujero negro de Kerr-Newman
Un agujero negro de Kerr-Newman o agujero negro en rotación con carga eléctrica es un tipo de agujero negro que es solución de las ecuaciones de Einstein para gravedad, que se define por tres parámetros: la masa M, el momento angular J y la carga eléctrica Q. Esta solución fue obtenida en 1960 por los matemáticos Roy Kerr y Ezra Newman a las ecuaciones de campo de Einstein de la relatividad general para objetos masivos, eléctricamente cargados y con momento angular.

## Introducción

Esquema de la estructura de un agujero negro de Kerr-Newman: la ergoesfera rodea el horizonte de sucesos ovalado que marca la superficie del agujero negro propiamente dicho, en color rojo.

El agujero negro de Kerr-Newman es una región no isótropa que queda delimitada por tres zonas: un horizonte de Cauchy, un horizonte de sucesos externo y una ergoesfera. Debido a la conservación del momento angular, la forma que toma el conjunto es la de un elipsoide, que en cuyo interior contiene una singularidad en forma de anillo o toro comprimido a volumen prácticamente cero (el caso contrario sería un agujero negro de Reissner-Nordström).
La fórmula que determina al límite estático de la ergoesfera depende de la masa, la carga y el momento angular del agujero:

{\displaystyle r_{e}(\theta )={\frac {r_{s}}{2}}+{\sqrt {{\frac {r_{s}^{2}}{4}}+a^{2}\cos ^{2}\theta -r_{Q}^{2}}}={\frac {GM}{c^{2}}}+{\sqrt {{\frac {G^{2}M^{2}}{c^{4}}}-{\frac {J^{2}}{M^{2}c^{2}}}\cos ^{2}\theta -{\frac {GQ^{2}}{4\pi \epsilon _{0}c^{4}}}}}}

donde:
- {\displaystyle r_{e}(\theta )} es radio máximo de la ergoesfera para el ángulo azimutal {\displaystyle \theta },
- {\displaystyle r_{s}=2GM/c^{2}} es el radio de Schwarzschild asociado a la masa {\displaystyle M} es la masa del agujero,
- {\displaystyle a=J/Mc} el parámetro de rotación donde {\displaystyle J} es el momento angular,
- {\displaystyle r_{Q}=GQ/{\sqrt {4\pi \epsilon _{0}}}c^{2}} es el radio de carga, donde {\displaystyle Q} es la carga eléctrica y
- {\displaystyle G} es la constante de la gravitación universal y {\displaystyle c} la velocidad de la luz.

En tanto la que determina los bordes de sus horizontes de sucesos es así:

{\displaystyle r=r_{\pm }={\frac {r_{s}^{2}}{4}}\pm {\sqrt {{\frac {r_{s}^{2}}{4}}-a^{2}-r_{Q}^{2}}}}

donde {\displaystyle r_{\pm }} es la distancia de cada horizonte de sucesos, siendo el valor de {\displaystyle r_{+}} para el horizonte de sucesos externo, y el valor de {\displaystyle r_{-}} para el horizonte de sucesos interno.

## Sobre Q y J en un agujero de Kerr-Newman
- Velocidad de giro. Cuando la velocidad de giro tiende a ser muy grande, el horizonte de sucesos se divide en dos, lo que genera enormes corrientes de dirección única entre ellos, afectando al límite estático de la ergoesfera, que fuerza a algunos fotones a ser emitidos como rayos gamma.
- Otro fenómeno común en este tipo de agujeros, y cuya energía depende directamente de su velocidad, es la formación de intensos campos magnéticos y corrientes de gas ionizado perpendiculares al disco de acreción que se arremolina en torno a la ergoesfera.
- Sobre la relación Q y J con M en el radio giromagnético. Los valores que toman la carga eléctrica y el momento angular son muy importantes en la anatomía de un agujero negro de Kerr-Newman, debido a que es su relación la que determina el límite concreto entre sus horizontes de sucesos y el radio giromagnético o momento magnético dipolar siendo su fórmula {\displaystyle r_{g}=2Mm/JQ} donde {\displaystyle r_{g}} es el radio giromagnético y m es el momento magnético. Existen básicamente tres relaciones (usando unidades naturales en las que {\displaystyle G=c=1/(4\pi \epsilon _{0})=1}):
  - {\displaystyle Q^{2}+a^{2}<M^{2}}, aquí el momento magnético dipolar es mayor, lo que significa que se genera un ligero efecto de electro-imán fuera de la ergoesfera. Los horizontes de sucesos se mantienen a prudente distancia.
  - {\displaystyle Q^{2}+a^{2}=M^{2}}, para este caso el dipolo es normal, creándose un campo magnético moderado. Los horizontes de sucesos se fusionan en uno único que rodea a la singularidad en forma de anillo.
  - {\displaystyle Q^{2}+a^{2}>M^{2}}, este caso en particular no es el más común, aquí el efecto del campo magnético es muy intenso y los horizontes de sucesos desaparecen dejando a la singularidad visible; esto parece estar prohibido por la regla del censor cósmico ideada por Roger Penrose, que no permite singularidades desnudas.